# Трново (Мартин)
Трново (слч. Trnovo) насељено је мјесто са административним статусом сеоске општине (слч. obec) у округу Мартин, у Жилинском крају, Словачка Република.

## Становништво
| Година:    | 1994. | 2004.    | 2014.    | 2024.   |
| ---------- | ----- | -------- | -------- | ------- |
| Број људи: | 197   | 217      | 261      | 269     |
| Разлика:   |       | +10,15 % | +20,27 % | +3,06 % |

| Година:    | 2023. | 2024.   |
| ---------- | ----- | ------- |
| Број људи: | 270   | 269     |
| Разлика:   |       | -0,37 % |

Према подацима о броју становника из 2011. године насеље је имало 258 становника.